# 속성내성
속성내성(tachyphylaxis)은 약물을 투입했을 때 약물반응도가 갑자기 급락하는 현상, 즉 급성 약물내성현상이라고 할 수 있다. 투약량을 늘려서 약물반응도가 원래대로 돌아가면 해결된다. 
속성내성을 일으키는 것으로 알려진 약물로는 니코틴, 니트로글리세린, 메토클로프라미드, 도부타민, 데스모프레신, 라니티딘, 성호르몬 등이 있다. 이 중 일부는 속성내성이 일어나는 기작이 밝혀졌지만 니코틴 등 일부는 아직 정확한 기작이 불명확하다.

## 같이 보기
- 습관화
- 신체의존